# 劉猷
劉雎（？—？），原名項雎，項伯之子，原為項羽部下，後隨父親項伯投降劉邦。西漢建立後，高祖賜項伯一家國姓劉，此後就叫劉雎。項伯死後，有罪不得代，侯爵國除，地入于汉。